# Сокол (Румунія)
Сокол (рум. Socol) — село у повіті Караш-Северін в Румунії. Входить до складу комуни Сокол.
Село розташоване на відстані 376 км на захід від Бухареста, 63 км на південний захід від Решиці, 100 км на південь від Тімішоари.

## Населення
За даними перепису населення 2002 року у селі проживали 789 осіб.
Національний склад населення села:
| Національність | Кількість осіб | Відсоток |
| -------------- | -------------- | -------- |
| серби          | 526            | 66,7%    |
| румуни         | 247            | 31,3%    |
| угорці         | 8              | 1,0%     |
| цигани         | 7              | 0,9%     |

Рідною мовою назвали:
| Мова      | Кількість осіб | Відсоток |
| --------- | -------------- | -------- |
| сербська  | 532            | 67,4%    |
| румунська | 249            | 31,6%    |
| угорська  | 7              | 0,9%     |